# Бахарево (станция)
Бахарево — железнодорожная станция Санкт-Петербург-Витебского отделения Октябрьской железной дороги, расположена в 1,5 км от одноименной деревни между остановочными пунктами 152 км и 164 км. Находится на расстоянии 156 км от станции Санкт-Петербург-Витебский, 89 км от станции Дно.

## История
Станция была построена  в 1932 году. С апреля 1975 года передана в состав Ленинград-Московского отделения.

## Путевое развитие
Путевое развитие включает в себя два пути, одну боковую платформу и пост ДСП.

## Расписание поездов

### Расписание пригородных поездов на 2015 год
| Поезд        | Время прибытия | Стоянка (мин) | Время отправления |
| ------------ | -------------- | ------------- | ----------------- |
| Оредеж — Дно | 10:24          | 1             | 10:25             |
| Дно — Оредеж | 19:20          | 12            | 19:32             |